# Хиловска низија
Хиловска низија (рус. Хиловская низменность) низијско је подручје на западу европског дела Руске Федерације и представља микроцелину знатно пространије Источноевропске низије. Обухвата централне и северне делове Псковске области.
Хиловска низија стешњена је између благо заталасаног Лушког побрђа на северу и Судомског побрђа на југу и повезује пространу Псковску низију на западу са Прииљмењском депресијом на истоку. Просечне надморске висине овог подручја крећу се између 50 и 100 метара. Западни делови низије налазе се у сливном подручју реке Великаје (односно у басену реке Нарве) према којој се одводњава преко река Черјохе и Кеба, док источни делови депресије леже у сливном подручју Шелоња (део басена реке Неве) и њених притока Узе и Удохе.
У централном делу низије налази се град Порхов.